# Nicolás IV
Nicolás IV (Ascoli, 30 de septiembre de 1227-Roma, 4 de abril de 1292) fue el papa 191.er{{{2}}} de la Iglesia católica, de 1288 a 1292.

## Vida franciscana
De nombre Girolamo Masci, ingresó en la orden franciscana en su juventud, y como tal actuó, en 1272, como legado pontificio en Constantinopla con la misión de lograr la participación de la Iglesia ortodoxa en el  XIV Concilio Ecuménico que se celebraría en Lyon en 1274. En ese mismo año sucedió a San Buenaventura como general de los franciscanos, cargo que le permitió condenar las obras del filósofo Roger Bacon y ordenar su encarcelamiento.
En 1278, el papa Nicolás III lo nombró cardenal presbítero de Santa Prudenciana y patriarca católico de Constantinopla para posteriormente ser nombrado cardenal obispo de Palestrina por el papa Martín IV.

## Papado
Su elección como Papa se produjo casi diez meses después de la muerte de su antecesor Honorio IV, debido a que una epidemia de peste asoló Roma y diezmó el cónclave provocando la huida de los cardenales supervivientes que no regresaron hasta que la situación se normalizó.
Consagrado el 22 de febrero de 1288 fue el primer Papa franciscano de la historia de la Iglesia.
En mayo de 1289, Nicolás IV coronó, como rey Nápoles y de Sicilia,  a Carlos II de Anjou a cambio de que este hubiera reconocido su vasallaje al pontífice; negándose por lo tanto a reconocer a Jaime II de Aragón como rey siciliano, título que este ostentaba desde que en 1285 sucedió a su padre, Pedro III de Aragón. En esta línea, concluyó en 1291 un tratado con Alfonso III de Aragón y con Felipe IV de Francia con el fin de expulsar a Jaime II de Sicilia.
En 1290 publicó una importante constitución por la que otorgaba a los cardenales la mitad de los ingresos que fueran entregados a Roma para ayudar al mantenimiento financiero del Colegio Cardenalicio.
En 1291 se produjo la caída de San Juan de Acre y Nicolás IV retomó la idea de una cruzada sobre Tierra Santa, pero el desinterés mostrado por las grandes monarquías europeas y las complicadas relaciones entre los reinos de Aragón y Sicilia hicieron fracasar la empresa.
A pesar de la alianza con el rey de Aragón, negó la dispensa para el matrimonio del nuevo rey Jaime II de Aragón con la hija del rey Sancho IV de Castilla: Isabel de Castilla con lo que dicha unión celebrada en 1291 quedó como ceremonia civil.
Durante su pontificado también se enfrentó con el Sacro Imperio, con motivo de la sucesión del reino de Hungría, ya que Nicolás IV lo otorgó a Carlos Martel de Anjou, hijo de Carlos II de Anjou en detrimento de Alberto, el hijo del emperador Rodolfo I de Habsburgo.
En el orden pastoral promovió misiones entre los tártaros y los mongoles, y sobre todas es digna mención la misión de fray Juan de Montecorvino a China.
Nicolás IV murió el 4 de abril de 1292 y fue sepultado en la basílica romana de Santa María la Mayor, junto a la cual había construido su residencia, rompiendo con la tradición de San Juan de Letrán como sede papal.
Las profecías de San Malaquías se refieren a este papa como Picus inter escas (El pico en la comida), cita que hace referencia a que fue llamado Jerónimo d'Ascoli durante su pertenencia a la orden franciscana (esca significa "alimento")  y a que fue elegido tras un concilio que duró más de un año (fue "picoteado" entre los cardenales).